# لويس فالينيلا
لويس فالينيلا (بالإسبانية: Luis Vallenilla) هو لاعب كرة قدم فنزويلي في مركز الدفاع، ولد في 13 مارس 1974 في كاراكاس في فنزويلا. شارك مع منتخب فنزويلا لكرة القدم. أما مع النوادي، فقد لعب مع أوليمبو وديبورتيفو تاشيرا وديبورتيفو كوينكا ومينيروس دو غويانا ونادي كاراكاس ونيا سلاميس فاماغوستا.

## وصلات خارجية
- لويس فالينيلا على موقع الاتحاد الدولي (مؤرشف)  (الإنجليزية)
- لويس فالينيلا على موقع قاعدة بيانات كرة القدم.إي يو (الإنجليزية)
- لويس فالينيلا على موقع ناشيونال فوتبول تيمز (الإنجليزية)
- لويس فالينيلا على موقع Soccerway.com (الإنجليزية)
- لويس فالينيلا على موقع AS.com (الإسبانية)